# Aspidosperma darienense
Aspidosperma darienense é uma espécie de plantas com flores. Foi descrito pela primeira vez por RE Woodson e John Duncan Dwyer. Aspidosperma darienense pertence ao gênero Aspidosperma, e família Apocynaceae. A IUCN classifica a espécie como extinta.
Este tipo de planta é encontrado em:
- Panamá
- Equador
- norte do Brasil
- Guiana
- Colômbia
  - Amazonas
  - Departamento de Santander

Não há tipos listados como este.